# Alamara Nhassé
Alamara Ntchia Nhassé (ur. 2 sierpnia 1957) – gwinejski polityk i agronom, premier Gwinei Bissau w latach 2001–2002.
Z zawodu jest agronomem, przeszedł szkolenia na Kubie i w Związku Radzieckim. Należy do Partii na rzecz Odnowy Społecznej. Od lutego 2000 roku zasiadał w rządzie jako minister rolnictwa, zasobów wodnych, leśnych i zwierzęcych. Następnie od stycznia 2001 kierował resortem rybołówstwa i rolnictwa. Po zmianie premiera od marca do sierpnia 2001 piastował funkcję ministra spraw wewnętrznych. Po dymisji Faustino Imbali w grudniu 2001 zasiadł na fotelu premiera. W styczniu 2002 został wybrany szefem partii. Po kryzysie wewnątrz rządu i konflikcie z prezydentem o nieskuteczne zbieranie podatków w listopadzie tego samego roku zrezygnował z szefowania rządowi i ugrupowaniu. W wyborach prezydenckich w 2005 poparł João Bernardo Vieirę, natomiast później występował przeciw premierowi Carlosowi Gomesowi Júniorowi, który wskutek tego utracił poparcie większości parlamentarnej. Obecnie zasiada na czele Narodowej Partii Rekoncyliacji, nieposiadającej reprezentacji parlamentarnej.